# Nightclub Two Step
Der Nightclub Two Step ist ein Partnertanz aus den USA, der nicht zum Welttanzprogramm zählt. Er wird jedoch in vielen Tanzschulen in Deutschland unterrichtet. Der Tanz wurde 1965 von dem damals 15-jährigen Buddy Schwimmer erfunden. Charakteristisch für den heutigen Nightclub Two Step sind seine fließenden Bewegungen. Der Nightclub Two Step wird zu Musik im 4/4-Takt getanzt. Er folgt der Swing- und Hustle-Technik. Seine Figuren ähneln den Rumba-, Samba- und Salsa-Figuren.
Der Nightclub Two Step ist nicht zu verwechseln mit dem Two Step.

## Schrittfolge Basic-Step
Der Mann geht zunächst mit dem linken Fuß rückwärts, belastet ihn jedoch nicht ganz, sondern hebt den rechten Fuß leicht an. Dann folgt ein Seitschritt nach links mit dem linken Fuß. Nun kommt ein Rückwärtsschritt mit dem rechten Fuß, der linke Fuß hebt sich am Platz. Den Abschluss macht ein Seitschritt nach rechts.
Die Frau geht zunächst mit dem rechten Fuß rückwärts, belastet ihn jedoch nicht ganz, sondern hebt den linken Fuß leicht an. Dann folgt ein Seitschritt nach recht mit dem rechten Fuß. Nun kommt ein Rückwärtsschritt mit dem linken Fuß, der rechte Fuß hebt sich am Platz. Den Abschluss macht ein Seitschritt nach links.
Die Betonung liegt jeweils auf dem Seitschritt, der doppelt so lang wie der Rückplatzschritt getanzt wird (Rhythmus: quick, quick, slow).

## Figurenkatalog
Typische Tanzfiguren des Nightclub Two Steps sind:
- Damensolo-Drehung
- Rechtsdrehung
- Linksdrehung
- Körbchen
- Brezel